# Svetlana Horkina
Svetlana Vasilievna Horkina (în rusă Светлана Васильевна Хоркина, n. 19 ianuarie 1979, Belgorod, RSFS Rusă, URSS) este o fostă gimnastă rusă, care din anul 2007 este deputată în parlamentul rus (Duma). În cariera sportivă Svetlana a câștigat la trei Jocuri Olimpice în total 7 medalii, din care 2 de aur, aparatul ei preferat fiind paralele inegale. Svetlana a fost de nouă ori campioană mondială.

## Date biografice și cariera
Svetlana Khorkina s-a născut la 19 ianuarie 1979 în Belgorod. 
Tatăl Vasili Vasilievici Horkin a fost constructor. Mama - Liubovi Alexeevna - asistentă medicală la gradinita. Părinții ei locuiau lângă Saransk (Mordovia), tatăl fiind în căutarea unui loc de muncă a venit la Belgorod, unde a adus-o și pe mama, care a primit un post de asistentă medicală într-o grădiniță. După naționalitate - mordovină. Sora mai mică este Iulia Vasilievna Horkina, maestru al sportului de clasă internațională în gimnastică, director al școlii de gimnastică din Belgorod, de care este responsabilă de sora ei.
În 1983, mama ei, pentru a întări sănătatea Svetlanei de 4 ani, a dus-o la Palatul Sporturilor ”Spartak” la secția de gimnastică. 
Talentul ei fiind recunoscut de timpuriu, din anul 1986 începe să participe la diferite competiții sportive organizate pentru juniori. Antrenorii ei sunt Boris Pilkin și Alexander Timonkin.
În viața ei privată, Svetlana este numită neoficial "fata lui Putin" (Putin's Girl). În anul 2005 Svetlana Horkina a devenit mamă, tatăl copilului fiind actorul georgian Levan Ucianeișvili .

## Palmares
|                      | 1994 | 1995 | 1996 | 1997 | 1998 | 1999 | 2000 | 2001 | 2002 | 2003 | 2004 |
| Campionatul european |      |      |      |      |      |      |      |      |      |      |      |
| Echipă               | 2.   |      | 2.   |      | 2.   |      | 1.   |      | 1.   |      | 3.   |
| Individual compus    | 2.   |      | 6.   |      | 1.   |      | 1.   |      | 1.   |      | 4.   |
| Sărituri             | 5.   |      | 4.   |      | -    |      | -    |      | -    |      | -    |
| Paralele inegale     | 1.   |      | 1.   |      | 1.   |      | 1.   |      | 1.   |      | 1.   |
| Bârnă                | 5.   |      | -    |      | -    |      | 1.   |      | 2.   |      | 3.   |
| Sol                  | 8.   |      | -    |      | 1.   |      | -    |      | 5.   |      | 7.   |
| Campionatul mondial  |      |      |      |      |      |      |      |      |      |      |      |
| Echipă               | 3.   | 4.   | -    | 2.   |      | 2.   |      | 2.   | -    | 6.   |      |
| Individual compus    | 9.   | 2.   | -    | 1.   |      | 12.  |      | 1.   | -    | 1.   |      |
| Sărituri             | 2.   | 5.   | 5.   | 8.   |      | -    |      | 1.   | -    | -    |      |
| Paralele inegale     | 2.   | 1.   | 1.   | 1.   |      | 1.   |      | 1.   | 7.   | -    |      |
| Bârnă                | -    | -    | -    | 2.   |      | -    |      | -    | 4.   | -    |      |
| Sol                  | 8.   | -    | -    | 2.   |      | 3.   |      | 3.   | -    | -    |      |
| Jocurile Olimpice    |      |      |      |      |      |      |      |      |      |      |      |
| Echipă               |      |      | 2.   |      |      |      | 2.   |      |      |      | 3.   |
| Individual compus    |      |      | 15.  |      |      |      | 10.  |      |      |      | 2.   |
| Sărituri             |      |      | -    |      |      |      | -    |      |      |      | -    |
| Paralele inegale     |      |      | 1.   |      |      |      | 1.   |      |      |      | 8.   |
| Bârnă                |      |      | -    |      |      |      | -    |      |      |      | -    |
| Sol                  |      |      | -    |      |      |      | 2.   |      |      |      | -    |

## În filme
A devenit una dintre eroii din filmul "Campionii: Mai repede. Mai sus. Mai puternic", care se baza pe evenimente reale.
Menționată în serialul "Gimnaste" (Make It or Break It, al patrulea episod al sezonului III) ca o gimnastă care a obținut un succes extraordinar, cu o înălțime necorespunzătoare pentru barele neuniforme.

## Legături externe
- ru  Site web oficial
- en  Rezultate sportive
- en  Biografie FIG Arhivat în 30 septembrie 2007, la Wayback Machine.
- en  Horkina (Paralele inegale)
- en Svetlana Horkina la Olympedia.org